# Five Nights at Freddy's: The Silver Eyes
Five Nights at Freddy's: The Silver Eyes är en skräckbok skriven av Scott Cawthon och Kira Breed-Wrisley 2015. Boken är baserad på Five Nights at Freddy's serien.